# Panika roku 1907

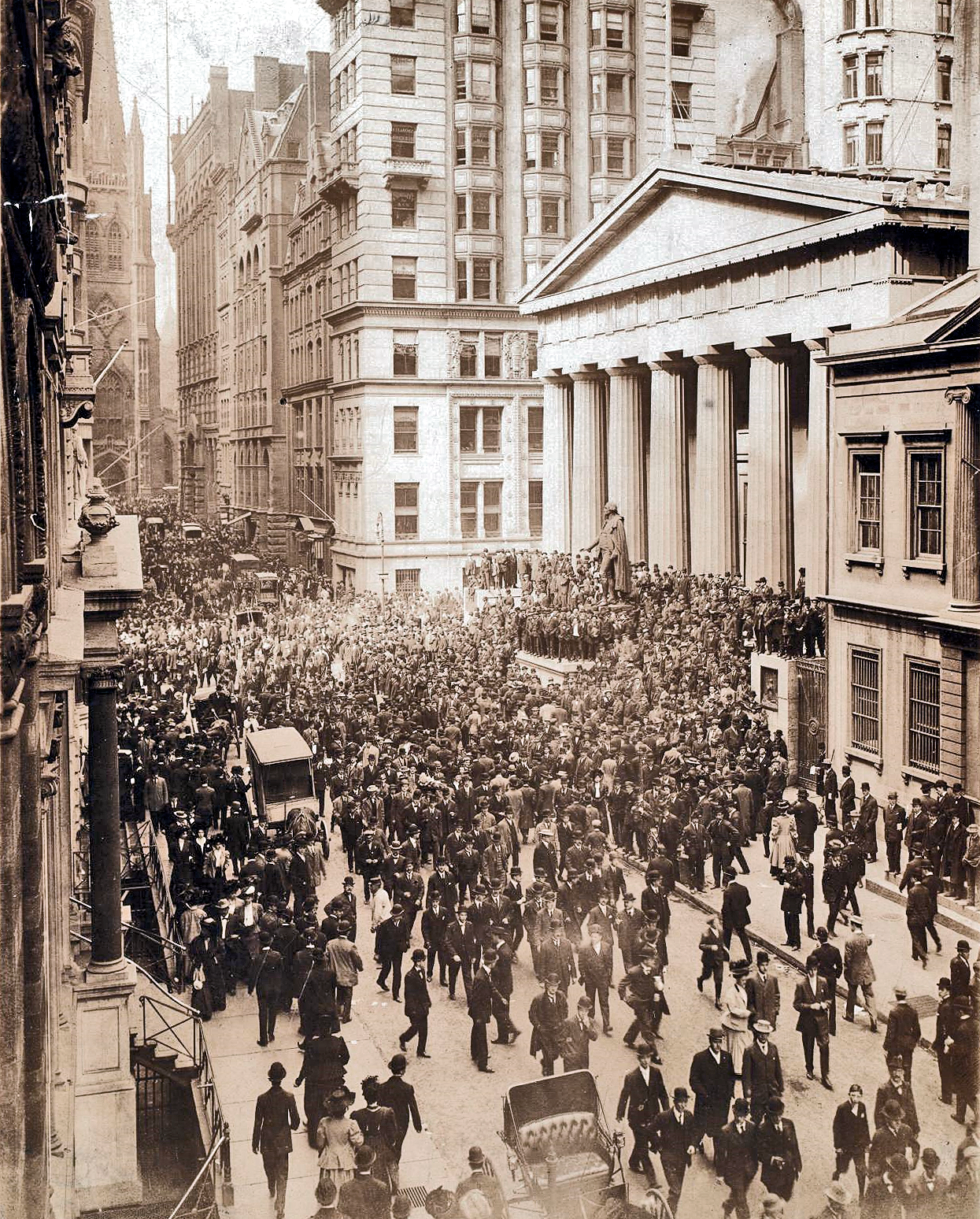
Tłum zgromadzony na Wall Street przed wejściem do New York Stock Exchange podczas paniki bankowej w październiku 1907 roku. Po prawej stronie widoczny budynek Federal Hall z pomnikiem George’a Waszyngtona

Panika roku 1907, panika bankowa roku 1907 (ang. The Panic of 1907, 1907 Bankers’ Panic) – kryzys finansowy, który miał miejsce w Stanach Zjednoczonych, gdy nowojorska giełda zanotowała rekordowe spadki cen akcji w wysokości niemal 50% w stosunku do szczytu z poprzedniego roku. Czynniki, które przyczyniły się do wywołania paniki, to trwająca wówczas recesja oraz liczne wcześniejsze paniki bankowe i upadki trustów. Panika 1907 roku z biegiem czasu rozprzestrzeniła się na cały kraj, gdy wiele stanowych i lokalnych banków oraz przedsiębiorstw ogłosiło bankructwo. Głównymi przyczynami paniki było ogłoszenie niewypłacalności przez kilka nowojorskich banków oraz spadek zaufania deponentów, pogłębiony dodatkowo nieregulowanymi zakładami typu „bucket shop” oferowanymi przez spekulacyjne biura maklerskie.
Kryzys rozpoczęła w październiku 1907 roku nieudana próba manipulacji ceną akcji United Copper Company. Fiasko sprawiło, że banki, które kredytowały to przedsięwzięcie, doznały zakłóceń płynności, co następnie objęło także banki stowarzyszone i trusty, prowadząc zaledwie w ciągu tygodnia do upadku Knickerbocker Trust Company – trzeciego pod względem wielkości w Nowym Jorku. Upadek tego trustu oraz wycofanie rezerw z banków nowojorskich przez banki regionalne wzmogło poczucie zagrożenia wśród pozostałych trustów. Panika rozszerzyła się na cały kraj, gdy klienci rozpoczęli masowe wycofywanie środków z banków regionalnych.
Pogłębieniu się paniki zapobiegła w pewnej mierze interwencja finansisty J.P. Morgana, który zagwarantował duże ilości własnych środków na zwiększenie płynności systemu bankowego oraz przekonał do tego pomysłu innych nowojorskich bankierów. W tamtym okresie Stany Zjednoczone nie posiadały banku centralnego, który byłby w stanie przywrócić płynność rynku. W listopadzie kryzys wydawał się w znacznym stopniu opanowany, jednak wkrótce nastąpiła jego druga fala, gdy duża firma brokerska zaciągnęła znaczną pożyczkę, używając jako zabezpieczenia akcji firmy Tennessee Coal, Iron and Railroad Company (TC&I). Spadku notowań walorów TC&I uniknięto dzięki awaryjnemu przejęciu firmy przez należące do Morgana U.S. Steel. W tych okolicznościach przejęcie uzyskało akceptację nastawionego antymonopolowo prezydenta Theodora Roosevelta. W 1908 roku senator Nelson Aldrich ustanowił i poprowadził komisję, której celem było zbadanie przyczyn kryzysu oraz przedstawienie propozycji zmian prawnych, które miałyby podobnym kryzysom zapobiegać. Doprowadziło to do powstania Systemu Rezerwy Federalnej, znanej także jako Fed.

## Warunki ekonomiczne

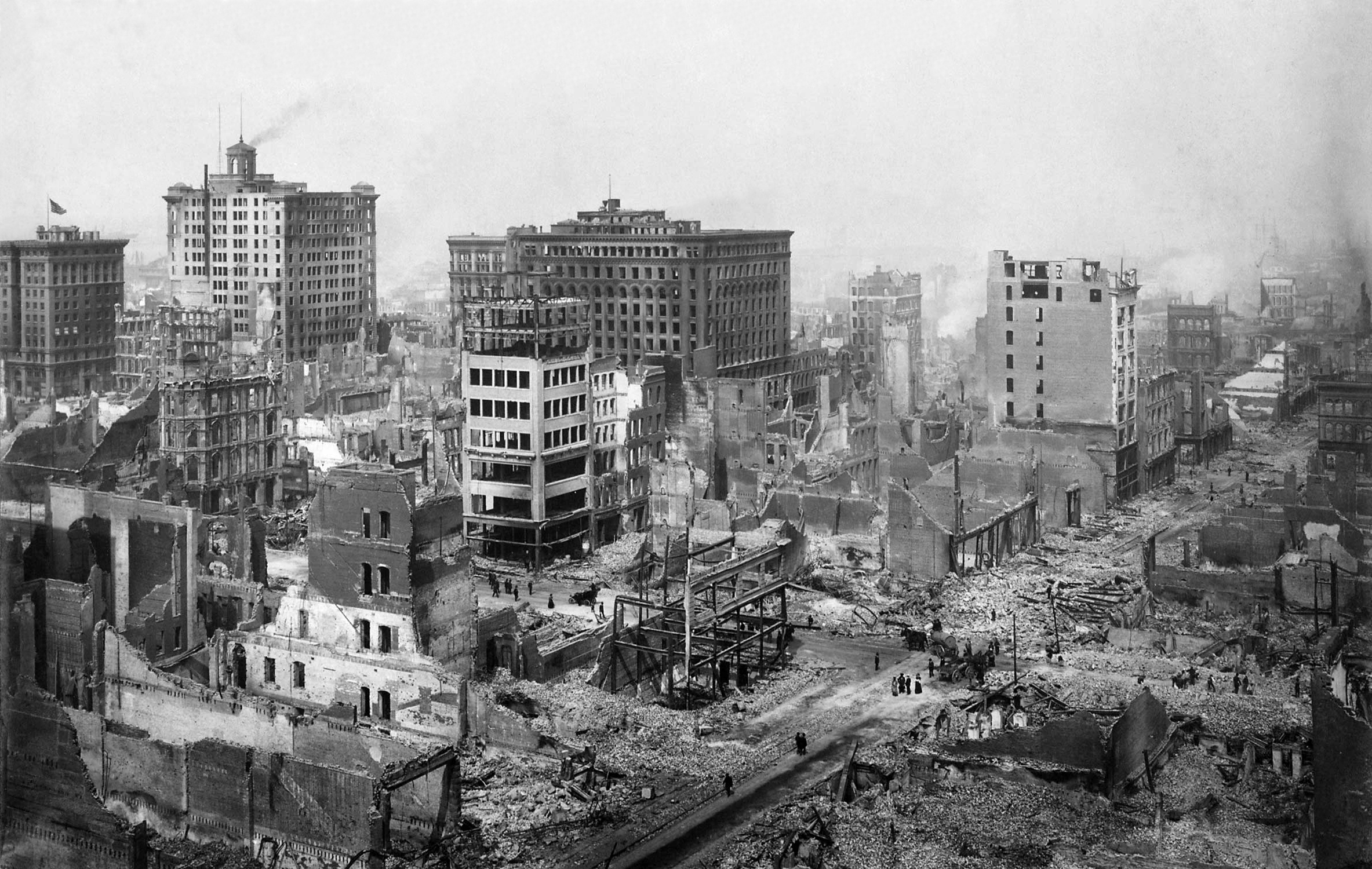
Trzęsienie ziemi w San Francisco w 1906 roku mocno nadszarpnęło gospodarką Stanów Zjednoczonych, zaostrzając niestabilność systemu bankowego

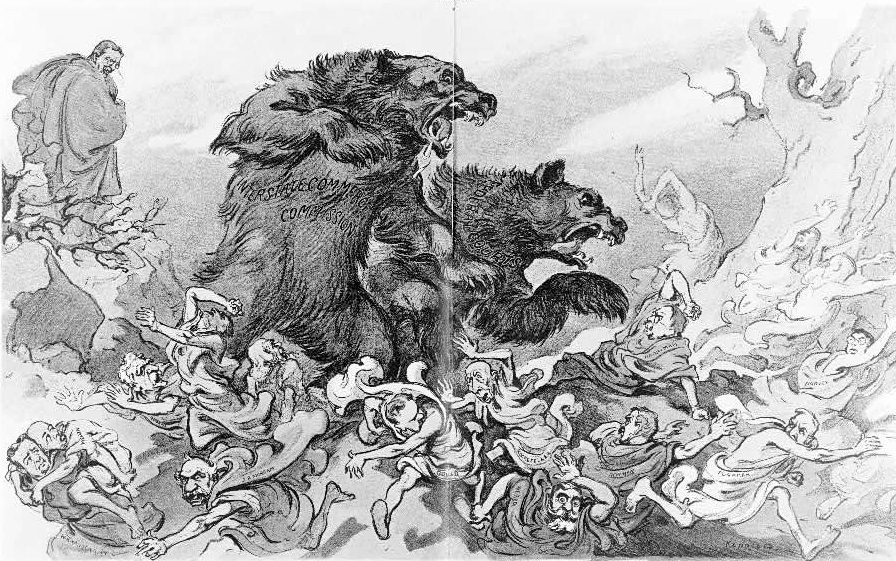
Theodore Roosevelt wydający rozkaz ataku na Wall Street dwóm dużym niedźwiedziom – „Międzystanowej Komisji ds. Handlu” i „Federal Courts”. Grafika ukazała się w magazynie „Puck” 8 maja 1907 roku

Po tym, jak w 1836 roku prezydent Stanów Zjednoczonych Andrew Jackson pozwolił, aby wygasła koncesja Second Bank of the United States, Stany Zjednoczone nie posiadały żadnego banku centralnego, a podaż pieniądza w Nowym Jorku zmieniała się wraz z rocznym cyklem rolniczym w kraju. Każdej jesieni, gdy skupowano plony, pieniądze wypływały z miasta. W celu przyciągnięcia ich z powrotem podnoszono stopy procentowe. Powodowało to, że zagraniczni inwestorzy przenosili swoje środki do Nowego Jorku, korzystając na wyższym oprocentowaniu. Od momentu, gdy w styczniu 1906 roku indeks giełdowy Dow Jones osiągnął wartość 103 punktów, rynek rozpoczął umiarkowaną korektę, która trwała do końca roku. Trzęsienie ziemi z kwietnia 1906 roku, które zniszczyło San Francisco, przyczyniło się do zwiększenia niestabilności rynku, uruchamiając strumień pieniędzy przesyłanych z Nowego Jorku do San Francisco w celu udzielenia pomocy przy odbudowie miasta. Kolejne wahania podaży pieniądza nastąpiły pod koniec roku 1906, gdy bank centralny Wielkiej Brytanii – Bank of England – podniósł swoje stopy procentowe, co zatrzymało w Londynie większą, niż przewidywano, ilość pieniądza. Od stycznia, gdy ceny akcji osiągnęły swój szczyt, do lipca 1906 roku spadły o 18%. Do końca września rynek akcji odzyskał około połowy wcześniej poniesionych strat.
W lipcu 1906 roku weszła w życie ustawa Hepburna, która przekazała prawo do ustalania maksymalnych taryf przewozowych w kolejnictwie w ręce Międzystanowej Komisji ds. Handlu (ICC). Pociągnęło to za sobą spadek wartości akcji spółek kolejowych. Pomiędzy wrześniem 1906 roku a marcem 1907 roku rynek akcji stracił na wartości 7,7%. Pomiędzy 9 i 26 marca akcje spadły o kolejne 9,8% (marcowe spadki są czasem określane mianem „paniki bogacza”). Gospodarka kraju pozostała niestabilna przez całe lato. Rynek doznał kilku wstrząsów: akcje spółki Union Pacific, jedne z najpopularniejszych akcji używanych jako zabezpieczenie kredytów, spadły o 50 punktów; czerwcowa oferta obligacji miasta Nowego Jorku zakończyła się niepowodzeniem; w sierpniu firma Standard Oil Company została ukarana grzywną w wysokości 29 milionów dolarów za naruszenie przepisów prawa dotyczących ochrony konkurencji. W ciągu pierwszych dziewięciu miesięcy 1907 roku ceny akcji spadły o 24,4%.
27 lipca tygodnik „Commercial & Financial Chronicle” zamieścił informację: „rynek pozostaje niestabilny... gdy tylko ukazały się oznaki ożywienia, starczyła sugestia o możliwości odpływu pieniędzy do Paryża, aby zatrzęsło całym rynkiem. Wzrosty i nadzieja na nie, znikły”. W 1907 roku wystąpiło kilka panik bankowych poza Stanami Zjednoczonymi: w kwietniu i w maju w Egipcie, w maju i w czerwcu w Japonii, na początku października w Hamburgu i Chile. Jesień zawsze była okresem, w którym system bankowy był szczególnie niestabilny; w połączeniu ze wzburzonym rynkiem akcji nawet niewielki wstrząs mógł mieć groźne skutki.

## Panika

### Próba manipulacji cenowej

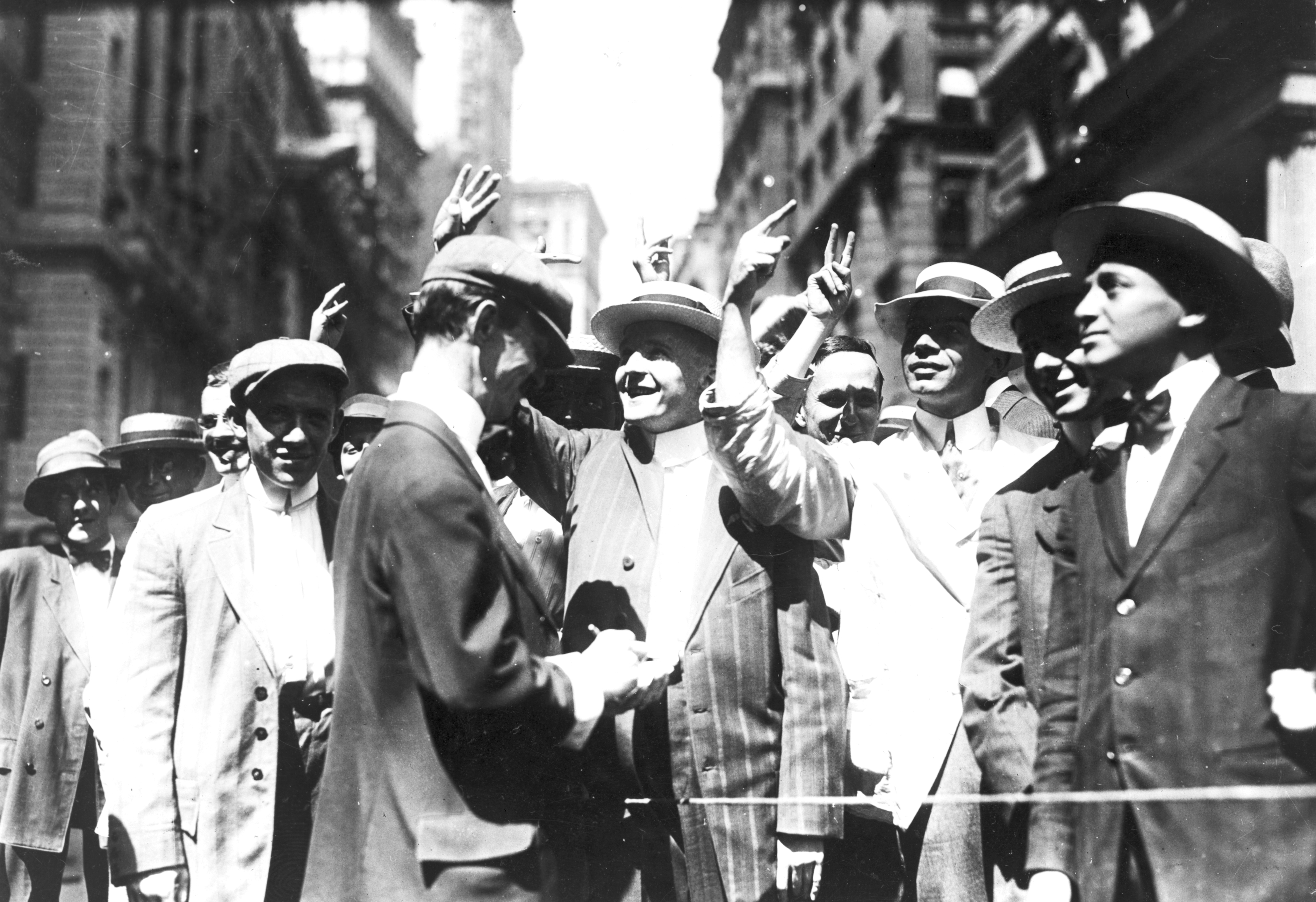
Panika rozpoczęła się na krawężniku przed siedzibą nowojorskiej giełdy, gdzie odbywał się ożywiony handel akcjami. Krawężnik ten przeistoczył się później w American Stock Exchange

Panika roku 1907 rozpoczęła się od planu manipulacji ceną akcji United Copper – przedsiębiorstwa stworzonego przez F. Augustusa Heinze’a. Heinze dorobił się fortuny jako miedziowy magnat w Butte, w stanie Montana. W 1906 roku przeprowadził się do Nowego Jorku, gdzie nawiązał bliską znajomość z osławionym bankierem i spekulantem – Charlesem W. Morse’em. Morse, który miał za sobą udaną próbę manipulacji nowojorskim rynkiem lodu, po rozpoczęciu współpracy z Heinze’em przejął kontrolę nad wieloma bankami – wspólnie zasiadali w zarządach co najmniej sześciu banków państwowych, dziesięciu banków stanowych, pięciu trustów i czterech firm ubezpieczeniowych.
Brat Augustusa, Otto obmyślił plan manipulacji ceną United Copper, będąc w przekonaniu, że rodzina Heinze’ów posiada już kontrolę nad większościowym pakietem spółki. Duża liczba należących do Heinze’ów akcji została wypożyczona i Otto przyjął, że wiele akcji zostało pożyczonych przez inwestorów liczących na spadek cen, którzy pożyczone akcje sprzedali z nadzieją na odkupienie ich w późniejszym terminie po niższej cenie, inkasując różnicę – stosując technikę znaną jako krótka sprzedaż. Otto zaproponował zastosowanie wyciskania krótkich pozycji, co polegało na agresywnym zamawianiu jak najwyższej liczby pozostałych w obiegu akcji, a następnie zmuszaniu graczy z krótkimi pozycjami do zapłacenia za pożyczone akcje. Agresywne wykupienie akcji wywindowałoby ich ceny i sprawiło, że gracze z krótkimi pozycjami, nie będąc w stanie odkupić akcji nigdzie indziej, musieliby zwrócić się do Heinze’ów, którzy mogliby zażądać wyższej ceny.
Aby zorganizować finansowanie dla tej operacji, Otto, Augustus i Charles Morse spotkali się z Charlesem T. Barneyem, prezydentem trzeciego pod względem wielkości trustu w mieście, Knickerbocker Trust Company. Barney finansował już wcześniejsze przedsięwzięcia Morse’a, ale odmówił, gdy dowiedział się, ile środków potrzebne jest do przeprowadzenia tej operacji. Pomimo tego Otto zdecydował się podjąć próbę manipulacji kursem United Copper. W poniedziałek 14 października rozpoczął agresywny skup akcji United Copper, których cena wzrosła w ciągu jednego dnia z 39 do 52 dolarów. We wtorek wystosował wezwanie do graczy z krótkimi pozycjami, żądając zwrotu pożyczonych akcji. Cena akcji wzrosła do niemalże 60 dolarów, jednak gracze z krótkimi pozycjami byli w stanie znaleźć mnóstwo ofert sprzedaży akcji United Copper ze źródeł innych niż rodzina Heinze’ów. Otto źle rozpoznał sytuację na giełdzie i cena akcji United Copper znacząco spadła.
We wtorek kurs zamknął się na poziomie 30, a w środę spadł do 10 dolarów za akcję. Otto Heinze był zrujnowany. Obrót akcjami United Copper odbywał się poza budynkiem giełdy, na rynku zewnętrznym, dosłownie na krawężniku (który później przeistoczył się w American Stock Exchange). Po tym krachu dziennik „The Wall Street Journal” informował, że „nie było jeszcze tak dzikich scen na krawężniku, co potwierdzają nawet najstarsi weterani tego rynku”.

### Postęp kryzysu
Fiasko próby manipulacji ceną akcji sprawiło, że Otto nie był w stanie regulować swoich zobowiązań, a należący do niego dom brokerski Gross & Kleeberg musiał ogłosić bankructwo. We wtorek 17 października, New York Stock Exchange zawiesiła prawo Ottona do uczestnictwa w obrocie giełdowym. W rezultacie upadku United Copper, należący do Augustusa Heinze’a State Savings Bank z Butte w stanie Montana ogłosił niewypłacalność. Bank z Montany trzymał akcje United Copper jako zabezpieczenie niektórych pożyczek oraz działał jako bank korespondent dla Mercantile National Bank z Nowego Jorku, którego prezesem był wówczas Augustus Heinze.
Powiązania Augustusa Heinze’a z próbą manipulacji cenami akcji oraz z niewypłacalnym State Savings Bank okazały się nie do zaakceptowania przez zarząd Mercantile National Bank. Zarządowi udało się zmusić Augustusa do rezygnacji ze stanowiska przed przerwą na lunch, jednak było już za późno. Po rozpowszechnieniu informacji o upadku deponenci masowo ruszyli do oddziałów, aby podjąć zdeponowane w Mercantile National Bank środki. Bank posiadał dość środków, aby przetrzymać kilka dni, jednak klienci zaczęli wycofywać pieniądze z banków należących do wspólnika Heinze’a, Charlesa W. Morse’a. Panika bankowa wybuchła w należących do Morse’a National Bank of North America oraz New Amsterdam Bank. W obawie przed skutkami, jakie zrujnowana reputacja Heinze’a i Morse’a może przynieść całemu systemowi bankowemu, New York Clearing House (konsorcjum nowojorskich banków) zmusiło Morse’a i Heinze’a do rezygnacji ze wszystkich interesów związanych z bankowością. W weekend po próbie Heinze’ów ślady paniki w systemie bankowym nie były jeszcze widoczne. Środki, które wycofywano z banków powiązanych z Heinze’em, były umieszczane w innych bankach Nowego Jorku.

### Panika uderza w trusty

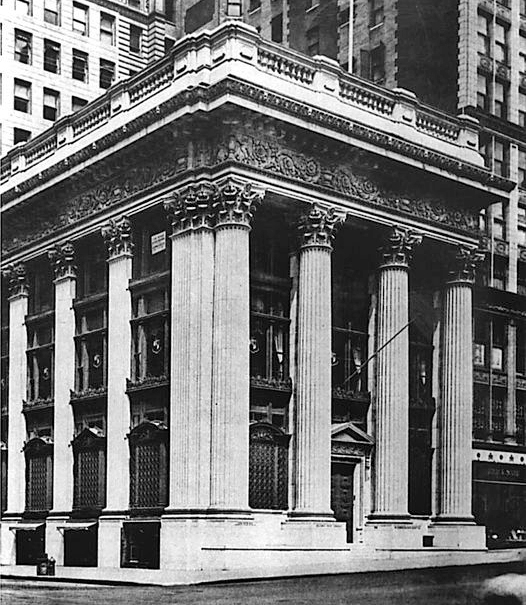
Siedziba główna Knickerbocker Trust Company na północno-zachodnim rogu Piątej Alei i 34th Street

Na początku XX wieku trusty rozwijały się bardzo dynamicznie; w ciągu dekady poprzedzającej 1907 roku wartość ich aktywów wzrosła o 244%. W tym samym czasie wartość aktywów banków państwowych wzrosła o 97%, a banków stanowych w Nowym Jorku o 82%. Przywódcami niezwykle ambitnych trustów byli głównie prominenci nowojorskich kręgów społeczno-finansowych. Charles T. Barney, którego ojciec był znanym finansistą, był jednym z najbardziej szanowanych przywódców. Należący do niego Knickerbocker Trust Company był trzecim pod względem wielkości trustem w Nowym Jorku.
W poniedziałek 21 października zarząd Knickerbocker poprosił Barneya o ustąpienie ze stanowiska, głównie ze względu na jego wcześniejsze powiązania z Charlesem W. Morse’em i Augustusem Heinze’em (istnieje podejrzenie, że deponenci rozpoczęli wycofywanie środków z Knickerbocker już 18 października). Tego samego dnia National Bank of Commerce ogłosił, że zaprzestaje działalności jako dom clearingowy dla Knickerbockera. 22 października Knickerbocker stał się obiektem klasycznej paniki bankowej. Przed siedzibą poczty zebrał się tłum. Jak podał dziennik „The New York Times”, „na miejsce każdego wychodzącego klienta pojawiało się dziesięciu nowych, żądających swoich pieniędzy [w związku z czym policja] została poproszona o przysłanie ludzi do utrzymania porządku”. W ciągu niecałych trzech godzin z Knickerbocker wycofano 8 milionów dolarów. Krótko po południu trust zmuszony był zawiesić swoją działalność.
Po rozpowszechnieniu tej wiadomości pozostałe banki i trusty znacząco ograniczyły udzielanie nowych pożyczek. Stopy procentowe kredytów dla brokerów poszły w górę, mocno ograniczając finansowanie operacji giełdowych i powodując spadek cen akcji do poziomu nienotowanego od grudnia 1900 roku. Panika szybko objęła pozostałe dwa duże trusty, Trust Company of America i Lincoln Trust Company. Do czwartku 24 października seria krachów zachwiała rynkiem. Problemy odnotowały Twelfth Ward Bank, Empire City Savings Bank, Hamilton Bank of New York, First National Bank of Brooklyn, International Trust Company of New York, Williamsburg Trust Company of Brooklyn, Borough Bank of Brooklyn, Jenkins Trust Company of Brooklyn i Union Trust Company of Providence.

### Interwencja J.P. Morgana

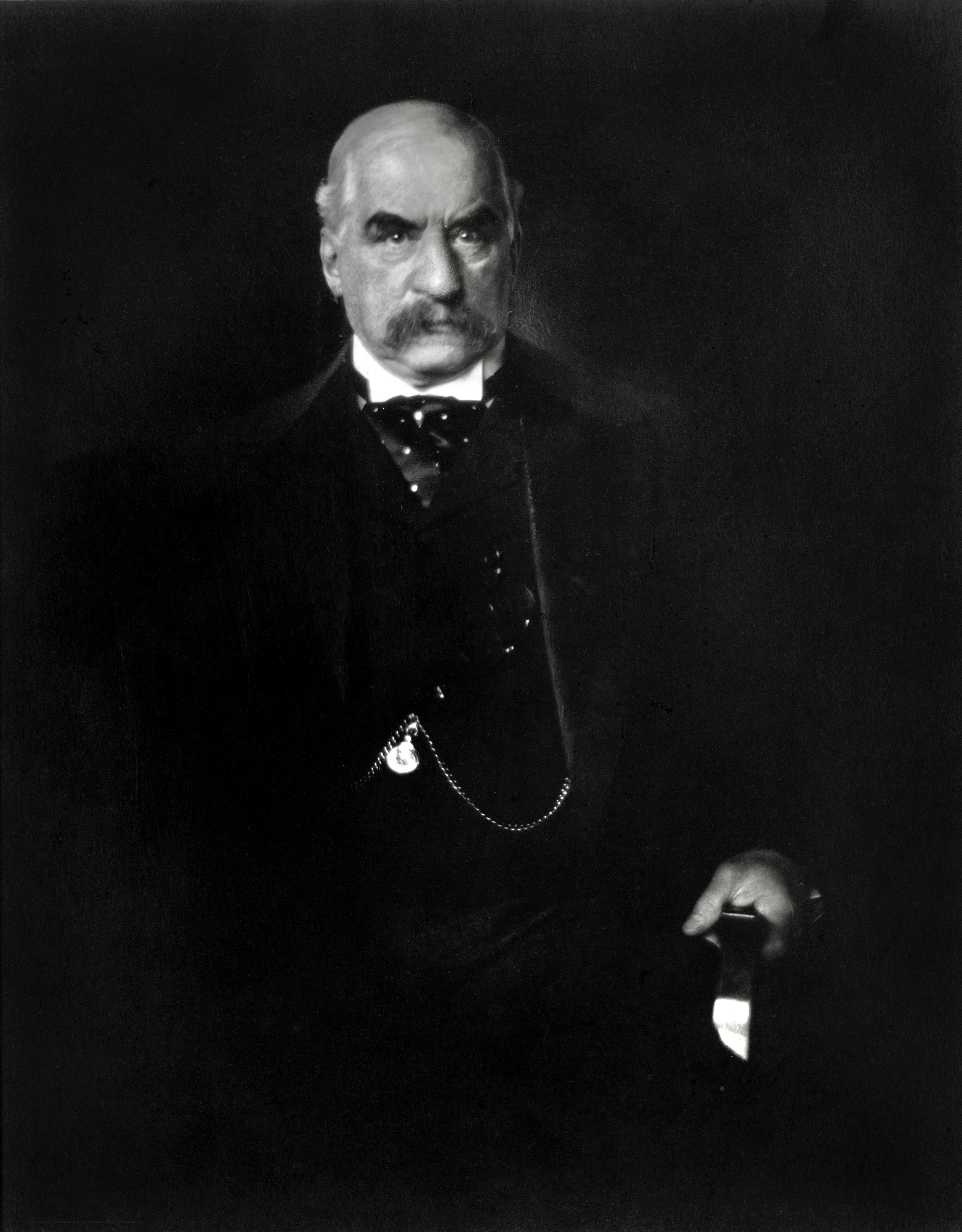
J.P. Morgan, główny bankier Nowego Jorku, ocalił Departament Skarbu Stanów Zjednoczonych podczas paniki roku 1893

Najsłynniejszy bankier Nowego Jorku, J.P. Morgan, prezes J.P. Morgan & Co. był na spotkaniu kościelnym w Richmond w stanie Virginia, gdy chaos nadszarpnął poczucie pewności nowojorskich bankierów. Morgan posiadał nie tylko największe zasoby pieniężne i najlepsze koneksje, ale również doświadczenie w walce z kryzysami – podczas paniki roku 1893 pomógł ocalić Departament Skarbu Stanów Zjednoczonych. Gdy dotarły do niego wiadomości o panice, w sobotę 19 października, późną nocą, powrócił na Wall Street. Następnego ranka w bibliotece, będącej częścią należącego do Morgana szeregowca z brązowego piaskowca na skrzyżowaniu Madison Avenue i 36th Street, pojawiło się wielu prezesów najpotężniejszych banków i trustów, pragnących podzielić się informacjami i szukających pomocy w konfrontacji z nadchodzącym kryzysem.
Morgan wraz ze współpracownikami po sprawdzeniu ksiąg rachunkowych Knickerbocker Trust stwierdzili, że trust jest niewypłacalny. Postanowili nie interweniować w jego obronie. Jego upadek spowodował jednak panikę skierowaną na wypłacalne trusty, co skłoniło Morgana do przejęcia dowodzenia nad operacją ratunkową. We wtorkowe popołudnie 22 października prezes Trust Company of America poprosił Morgana o pomoc. Tego samego dnia Morgan spotkał się z George’em F. Bakerem, prezesem First National Bank Jamesem Stillmanem z National City Bank of New York (poprzednika Citibanku) oraz sekretarzem skarbu Stanów Zjednoczonych George’em B. Cortelyou. Cortelyou obiecał zdeponować w nowojorskich bankach środki rządowe, zwiększając przez to ich płynność. Po nocnym audycie Trust Company of America, który wykazał, że instytucja jest w dobrej sytuacji finansowej, w środę po południu Morgan oświadczył, „Zatem to jest miejsce, z którego należy zażegnać problemy”.
Gdy rozpoczęto masowe wycofywanie depozytów z Trust Company of America, Morgan pracował ze Stillmanem i Bakerem nad upłynnieniem aktywów spółki, aby umożliwić bankowi spłacenie deponentów. Bank przetrwał cały dzień, ale Morgan był świadom, że aby utrzymać jego wypłacalność kolejnego dnia, potrzebne będą dodatkowe środki. Nocą odbyło się spotkanie z prezesami pozostałych trustów, podczas którego postanowiono, że Trust Company of America otrzyma kredyt w wysokości 8,25 mln dolarów. W czwartek rano Cortelyou wpłacił około 25 milionów dolarów do kilku nowojorskich banków. John D. Rockefeller, najbogatszy człowiek Ameryki, zdeponował kolejne 10 milionów dolarów w National City Bank. Ogromny depozyt sprawił, że bank Stillmana miał największe rezerwy ze wszystkich banków w mieście. Aby wzmocnić wydźwięk tej operacji, Rockefeller zadzwonił do Melvilla Stone’a, menedżera agencji prasowej Associated Press i stwierdził, że płynność Trust Company of America gwarantowana jest połową jego majątku.

### Kryzys na giełdzie
Pomimo zastrzyku gotówki nowojorskie banki były niechętne do udzielania krótkoterminowych pożyczek wspomagających obrót giełdowy. Brak dostępu do funduszy służących do obrotu i kupowania akcji sprawił, że ich ceny wyraźnie spadły. O 13:30 w czwartek 24 października, Ransom Thomas, prezes nowojorskiej giełdy, pośpieszył do biura Morgana, by poinformować go, że będzie zmuszony przerwać sesję. Morgan stwierdził wyraźnie, że spowoduje to katastrofę.

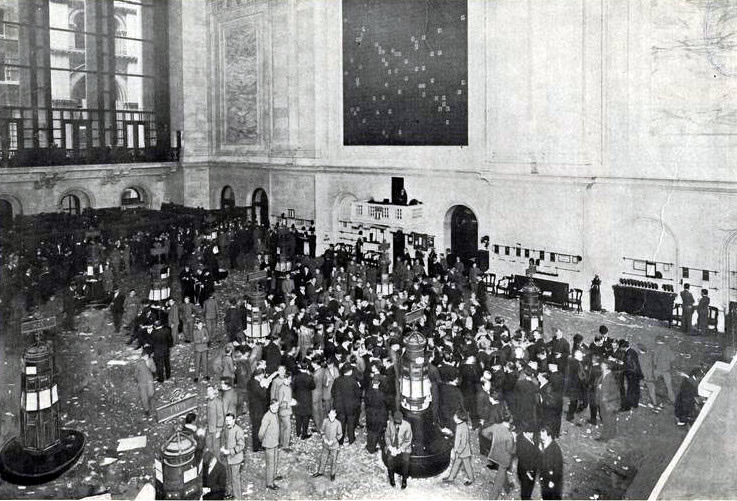
Parkiet NYSE w 1908 roku

Morgan zwołał spotkanie prezesów nowojorskich banków. Odbyło się w jego biurze o 14. Morgan poinformował ich, że aż 50 domów brokerskich działających na giełdzie zbankrutuje, jeżeli w ciągu 10 minut nie uda się zebrać 25 milionów dolarów. Do 14:16 czternastu prezesów banków przyrzekło 23,6 miliona dolarów, aby nie dopuścić do przerwania sesji. Pieniądze dotarły na giełdę o 14:30, zdążyły wziąć udział w zamknięciu sesji. Do zamknięcia giełdy o 15:00 udzielono pożyczek o wartości 19 milionów dolarów. Udało się uniknąć katastrofy. Morgan, który zwykle unikał prasy, oświadczył dziennikarzom, że „jeśli ludzie pozostawią pieniądze w bankach, wszystko będzie w porządku”.
W piątek sytuacja nie uległa poprawie. Morgan ponownie zwrócił się do prezesów banków, ale tym razem był w stanie przekonać ich jedynie do zagwarantowania 9,7 miliona dolarów. Aby przy pomocy tej sumy utrzymać notowania, zdecydował on, że pieniądze te nie mogą być użyte do finansowania transakcji sprzedaży lewarowanej. Wartość piątkowego obrotu spadła o 33% względem dnia poprzedniego. Giełda z trudem dotrwała do dzwonka zamykającego sesję.

### Utrata zaufania
Morgan, Stillman, Baker i pozostali bankierzy nie byli w stanie prowadzić zbiórki pieniędzy w nieskończoność. Nawet Departamentowi Skarbu Stanów Zjednoczonych kończyły się środki. Konieczne było odbudowanie zaufania publicznego, w związku z czym w piątek wieczorem bankierzy utworzyli dwie komisje – jedną, dla wpłynięcia na duchowieństwo, tak by w niedzielę uspokoiło parafian, i drugą dla przedstawienia prasie szeregu wyjaśnień dotyczących organizacji pakietu ratunkowego. Europejski bankier Nathan Rothschild wysłał swoje wyrazy „podziwu i szacunku” dla Morgana. Próbując zwiększyć zaufanie do rynków, sekretarz skarbu Cortelyou przyznał, że jego powrót do Waszyngtonu byłby sygnałem dla Wall Street, że najgorsze już minęło.
Dla zapewnienia swobodnego przepływu kapitału w poniedziałek New York Clearing House wyemitował 100 milionów dolarów w certyfikatach depozytowych, przeznaczając je do obrotu międzybankowego, głównie dla uzgodnienia sald rozliczeniowych, co umożliwiłoby bankom zachowanie rezerwy płynnościowej dla deponentów. Nastroje udało się poprawić głównie dzięki współpracy duchowieństwa i prasy. Istotne znaczenie miała także poprawa sytuacji bilansowej banków.
Wall Street nie była jednak świadoma, że za kulisami starano się właśnie zażegnać kolejny kryzys. W niedzielę wspólnik Morgana George Walbridge Perkins został poinformowany, że aby uniknąć bankructwa, miasto Nowy Jork potrzebuje 20 milionów dolarów. Miasto starało się pozyskać fundusze poprzez standardową emisję obligacji, ale nie przyniosła ona wystarczających środków. W poniedziałek i ponownie we wtorek burmistrz Nowego Jorku George Brinton McClellan zwrócił się o wsparcie do Morgana. Morgan zakontraktował zakup miejskich obligacji o wartości 30 milionów dolarów, gdyż miał świadomość, że sygnały o bankructwie Nowego Jorku miałyby katastrofalne skutki dla rynków finansowych.

### Wydarzenia w bibliotece Morgana
Pomimo faktu, że do soboty 2 listopada udało się w Nowym Jorku przywrócić względny spokój, następny kryzys wisiał w powietrzu. Jedna z największych nowojorskich firm brokerskich, Moore & Schley, była mocno zadłużona i groziła jej upadłość. Firma zaciągnęła znaczne pożyczki, używając akcji Tennessee Coal, Iron and Railroad Company (TC&I) jako zabezpieczenia. Wartość akcji, na których notowano bardzo niskie obroty, była niewiadomą. Istniało prawdopodobieństwo, że wiele banków zażąda w poniedziałek przedterminowej spłaty pożyczki, wymuszając masowe upłynnienie walorów TC&I. Gdyby do tego doszło, spowodowałoby to gwałtowny spadek wartości akcji TC&I, niszcząc Moore & Schley i wywołując kolejną panikę na giełdzie.
Aby zapobiec upadkowi Moore & Schley, w sobotę rano Morgan zwołał zebranie w swojej bibliotece. Złożono propozycję nabycia TC&I przez U.S. Steel Corporation – firmę, która powstała z udziałem Morgana, który pomógł w fuzji firm stalowniczych Andrew Carnegiego i Elberta Gary’ego. To w efekcie ocaliłoby Moore & Schley i odsunęło niebezpieczeństwo kryzysu. Kierownictwo i zarząd U.S. Steel wzięło pod uwagę, że firma może odegrać pozytywną rolę w opanowywaniu paniki i złożyło dwie oferty. Według pierwszej udzieliłoby Moore & Schley pożyczki na kwotę 5 milionów dolarów; według drugiej odkupiłoby akcje TC&I po cenie 90 dolarów za sztukę. Do wieczora nie osiągnięto jednak porozumienia i spotkanie zostało odroczone.
Do tego czasu przed Morganem pojawiły się kolejne trudności. Istniała obawa, że Trust Company of America i Lincoln Trust nie dotrwają do poniedziałku. W sobotę wieczorem kilkudziesięciu bankierów zgromadziło się w bibliotece, aby przedyskutować temat kryzysu. Prezesi banków rozliczeniowych zebrali się w pokoju wschodnim, a kierownictwo trustów w pokoju zachodnim. Morgan i osoby zajmujące się sprawą Moore & Schley przenieśli się do biura bibliotekarza. Tam Morgan poinformował swoich doradców, że zgodzi się pomóc Moore & Schley, tylko jeśli trusty wykupią solidarnie swoich najsłabszych braci.
Rozmowy kontynuowano do późnej nocy; nie przyniosły jednak niczego nowego. J.P. Morgan poinformował wówczas przywódcę prezesów trustów o sytuacji Moore & Schley, którego ratowanie wymagało 25 milionów dolarów. Stwierdził także, że nie jest skłonny niczego w tej sprawie zrobić, dopóki nie pojawi się propozycja rozwiązania problemów z trustami. Oznaczało to, że trusty nie mogą oczekiwać dalszej pomocy od Morgana i że będą musiały wypracować własne rozwiązanie.
O 3 w nocy około 120 przedstawicieli banków i trustów zebrało się, aby wysłuchać pełnego raportu o stanie upadających trustów. Trust Company of America był bliski utraty wypłacalności, Lincoln Trust Company brakowało najprawdopodobniej około 1 miliona dolarów do sumy, którą musiał wypłacić deponentom. W trakcie dyskusji bankierzy zorientowali się, że Morgan zamknął ich w bibliotece i ukrył klucz, aby wymusić jakieś rozwiązanie. Znany był wcześniej z podobnych praktyk. Morgan dołączył do rozmów i oznajmił trustom, że muszą zapewnić pożyczkę w wysokości 25 milionów dolarów, aby uratować słabsze instytucje. Prezesi trustów nadal byli niechętni tego typu rozwiązaniom, ale Morgan uświadomił ich, że brak reakcji z ich strony może poskutkować całkowitą zapaścią systemu bankowego. Po znacznych naciskach, około 4.45 nad ranem, namówił nieoficjalnego przywódcę trustów do podpisania umowy, po czym do umowy dołączyła reszta przedstawicieli. Po uzyskaniu gwarancji, że sytuacja zostanie rozwiązana, nad ranem Morgan pozwolił bankierom rozejść się do domów.
W niedzielne popołudnie i wieczór, Morgan, Perkins, Baker i Stillman, wraz z Garym i Henrym Clay Frickiem z U.S. Steel, pracowali w bibliotece nad sfinalizowaniem umowy dotyczącej kupna TC&I przez U.S. Steel. Plan przejęcia powstał w ciągu jednego dnia. Pozostała jednak jedna przeszkoda: krucjata prezydenta Roosevelta, który jednym z głównych punktów swojej prezydencji uczynił rozbijanie monopoli.
Frick i Gary udali się nocą do Białego Domu. Chcieli przekonać Roosevelta, aby odrzucił założenia Ustawy Shermana i jeszcze przed otwarciem rynku pozwolił na przejęcie. U.S. Steel już wówczas posiadał około 60% udziałów w rynku. Sekretarz Roosevelta odmówił spotkania, ale Frick i Gary przekonali Jamesa Garfielda, sekretarza zasobów wewnętrznych, aby ten zorganizował bezpośrednie spotkanie z prezydentem. Na mniej niż godzinę przed otwarciem rynków Roosevelt wraz z sekretarzem stanu Elihu Rootem przejrzeli dokumenty dotyczące przejęcia.
Roosevelt wyraził zgodę, a spotkanie podsumował: „Było konieczne z mojej strony, aby decyzję tę podjąć błyskawicznie, jeszcze przed otwarciem giełdy. Sytuacja w Nowym Jorku miała to do siebie, że każda godzina mogła być decydująca. Nie uważam, że ktokolwiek mógłby mnie sprawiedliwie krytykować za niesprzeciwienie się przejęciu w takich okolicznościach”. Informacja pozytywnie wpłynęła na nowojorski rynek. „Commercial & Financial Chronicle” poinformowało, że „ulga, jakiej ta transakcja dostarczyła, była natychmiastowa i rozległa”. Udało się uniknąć kolejnej fali kryzysu.

## Następstwa

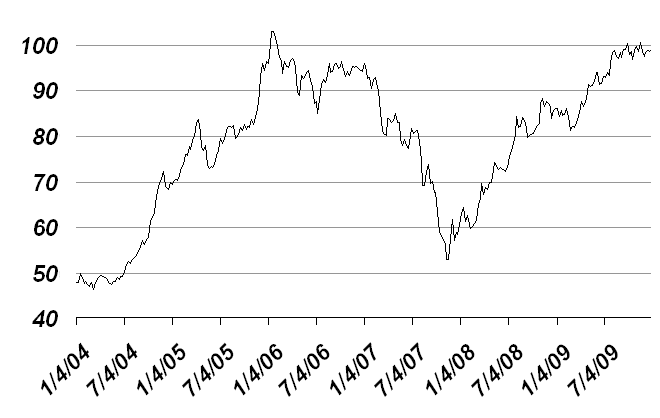
Zmienność indeksu Dow Jones Industrial Average od stycznia 1904 do grudnia 1909. Na wykres naniesiono jedynie wartości indeksu na zakończenie piątkowej sesji. Najniższy poziom w czasie załamania zanotowano 15 listopada 1907 roku

Panika roku 1907 spowodowała recesję gospodarczą. Wedle szacunków organizacji National Bureau of Economic Research faktyczny spadek wielkości PKB nastąpił pomiędzy majem 1907 a czerwcem 1908 roku. Skorelowane z nią spadki, panika w sektorze bankowym i spadające ceny akcji spowodowały znaczące zakłócenia ekonomiczne. Robert Bruner i Sean Carr w swojej publikacji The Panic of 1907: Lessons Learned from the Market’s Perfect Storm przywołują dane statystyczne, próbując ustalić rozmiar tych zakłóceń. W 1907 roku odnotowano rekordową liczbę bankructw wśród przedsiębiorstw. Produkcja przemysłowa spadła o 11%, import o 26%, a stopa bezrobocia wzrosła z 3 do 8%. W 1909 roku liczba imigrantów spadła do poziomu 750 tysięcy, podczas gdy jeszcze w 1907 roku było to ponad 1,2 mln osób.
Od zakończenia wojny secesyjnej Stany Zjednoczone dotknęło wiele panik gospodarczych o różnej dotkliwości. Ekonomiści Charles Calomiris i Gary Gorton wśród największych z nich wymieniają te, które dotknęły bezpośrednio sektor bankowy i spowodowały zawieszenia akcji kredytowych: panikę roku 1873, panikę roku 1893, panikę roku 1907 i zawieszenie z 1914 roku. Wiele z tych rozległych w skutkach panik było poprzedzone zorganizowanymi działaniami, jak te z 1884 i 1890 roku. Kryzys sektora bankowego w 1986, co do którego również uważano, że do jego pokonania niezbędne będą skoordynowane działania, jest często także klasyfikowany jako panika.
Częstotliwość występujących w owym czasie kryzysów i dotkliwa panika roku 1907 zapoczątkowały medialną debatę na temat reform, które miałyby zapobiegać podobnym sytuacjom. Podkeślano szczególnie nietypową rolę J.P. Morgana. W maju 1908 roku Kongres Stanów Zjednoczonych przegłosował ustawę Aldrich–Vreeland, w której ramach powołano National Monetary Commission (Narodowa Komisja Monetarna), której zadaniem było dokładne zbadanie paniki i zaproponowanie rozwiązań legislacyjnych w zakresie regulacji systemu bankowego. Senator Nelson Aldrich z Partii Republikańskiej, prezes tejże komisji, wyjechał na dwa lata do Europy, aby przyjrzeć się funkcjonowaniu tamtejszego systemu bankowego.

### Bank centralny
Największą różnicą między europejskim a amerykańskim systemem bankowym był fakt, iż w Stanach Zjednoczonych nie istniała instytucja banku centralnego. Dzięki jego istnieniu kraje europejskie miały możliwość regulacji podaży pieniądza w okresach niskich rezerw. Pogląd, że amerykańska gospodarka była upośledzona bez banku centralnego, nie był niczym nowym. Jeszcze przed opisywaną paniką, w 1907 roku bankier Jacob Schiff z Kuhn, Loeb & Co. w swoim przemówieniu ostrzegał przedstawicieli Nowojorskiej Izby Handlowej: „dopóki nie będziemy mieli banku centralnego z należytymi kompetencjami w zakresie kontroli źródeł kredytowania, kraj ten będzie doświadczał poważnych i coraz dotkliwszych panik”.
Aldrich zwołał w listopadzie 1910 roku poufną konferencję, zapraszając czołowych amerykańskich finansistów do Jekyll Island Club w stanie Georgia. Podczas tej konferencji mieli omawiać politykę monetarną i funkcjonowanie systemu bankowego. Po tym spotkaniu, Aldrich i Abram Andrew (zastępca sekretarza Departamentu Skarbu Stanów Zjednoczonych), Paul Warburg (reprezentujący Kuhn, Loeb & Co.), Frank A. Vanderlip (następca Jamesa Stillmana na stanowisku prezesa National City Bank of New York, obecnie znanego jako Citibank), Henry P. Davison (wspólnik J.P. Morgan & Company), Charles D. Norton (prezes First National Bank of New York) i Benjamin Strong (reprezentujący J.P. Morgana) zaprezentowali projekt amerykańskiego banku centralnego, który powstał w 1913 roku.
Założyciel magazynu „Forbes” Bertie Forbes napisał kilka lat później:

Wyobraźcie sobie grupę największych bankierów tego kraju, wykradającą się z Nowego Jorku prywatnym pociągiem w środku nocy, ukradkiem przemierzających setki mil na południe, wykradających się na opuszczoną wyspę, na której znajduje się tylko kilku ich służących, ukrywających się tam przez cały tydzień w takiej konspiracji, że nawet jedno z ich nazwisk nie zostało ujawnione. Oto największy sekret amerykańskiej finansjery. Nie fantazjuję. Zwyczajnie po raz pierwszy mówię światu, w jaki sposób napisano raport Aldricha – fundament naszego systemu monetarnego.

Raport końcowy National Monetary Commission opublikowano 11 stycznia 1911 roku. Dyskusja nad propozycjami trwała blisko dwa lata. 22 grudnia 1913 kongres uchwalił ustawę powołującą System Rezerwy Federalnej. Prezydent Woodrow Wilson niezwłocznie podpisał ustawę, która tego samego dnia weszła w życie. Pierwszym prezesem Fed został Charles Hamlin, a podopieczny J.P. Morgana, Benjamin Strong, został prezesem Banku Rezerw Federalnych w Nowym Jorku – najważniejszego z regionalnych banków ze stałym miejscem w Federalnym Komitecie Operacji Otwartego Rynku.

### Komitet Pujo

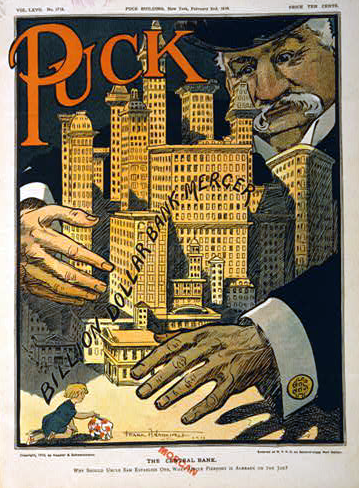
Grafika satyryczna, która pojawiła się 2 lutego 1910 roku w magazynie „Puck” zatytułowana: „Bank centralny – dlaczego Wuj Sam powinien go utworzyć, skoro Wuj Pierpont już działa?”

Choć Morgan przez krótki czas postrzegany był jako bohater, lęk przed plutokracją i koncentracją kapitału prędko zmienił ten pogląd. Jego bank przetrwał, ale przedsiębiorstwa zarządzające trustami, które do tej pory były dla tradycyjnych banków znaczącą konkurencją, drastycznie odczuły skutki paniki. Istnieje pogląd, że panika roku 1907 została przygotowana i przeprowadzona w celu podważenia wiarygodności trustów, na czym skorzystałyby banki. Istnieją także podejrzenia, że Morgan wykorzystał panikę, aby umożliwić swojemu przedsiębiorstwu U.S. Stell przejęcie IT&T. Pomimo tego, że Morgan stracił w tej panice blisko 21 miliardów dolarów i odegrał znaczącą rolę w zapobieżeniu eskalacji jej skutków, był ostro krytykowany.
Przewodniczący senackiej komisji ds. operacji finansowych, Arsene Pujo z Partii Demokratycznej powołał specjalny komitet, który miał zbadać sprawę trustów, a de facto monopolu Morgana i innych wpływowych nowojorskich bankierów. Raport końcowy komisji krytykował sektor bankowy; zwracał także uwagę na fakt, że wielu wysoko postawionych pracowników J.P. Morgan & Co. zasiadało także w zarządach 112 przedsiębiorstw o łącznej wartości szacowanej na 22,5 miliarda dolarów (całkowita kapitalizacja amerykańskiej giełdy wynosiła wówczas około 26,5 miliarda dolarów).
Pomimo choroby, J.P. Morgan stawił się przed komitetem Pujo. Składanie zeznań trwało kilka dni, a głównym przesłuchującym był Samuel Untermyer. Sławna wymiana zdań pomiędzy Utermyerem i Morganem dotycząca fundamentów psychologicznych bankowości jest jedną z najczęściej cytowanych konwersacji w artykułach dotyczących finansów:
 Untermyer: Czy kredyty nie są zabezpieczone głównie pieniędzmi bądź własnością?

 Morgan: Nie. Chodzi tu głównie o zaufanie.

 Untermyer: Ważniejsze jest ono od pieniędzy lub własności?

 Morgan: Od pieniędzy i czegokolwiek innego. Pieniądze nie kupią zaufania. Człowiekowi, któremu nie ufam, nie pożyczyłbym pieniędzy nawet pod zastaw wszystkich obligacji chrześcijańskiego świata.
Współpracownicy Morgana winili przesłuchania za znaczące pogorszenie jego stanu zdrowia. W lutym jego stan znacznie się pogorszył i zmarł 31 marca 1913 roku – dziewięć miesięcy, zanim trusty zostały oficjalnie uznane za pożyczkodawców ostatniej instancji przez Fed.

## W literaturze popularnej
W październiku 1912 roku Owen Johnson rozpoczął publikację swojej powieści Sixty-first Second w magazynie McClure's. Przedstawiono w niej panikę roku 1907 głównie z punktu widzenia demaskatorów. J.P. Morgan występuje w niej pod pseudonimem Gunther. Po zakończeniu publikacji w odcinkach powieść ukazała się w formie książkowej w 1913 roku nakładem wydawnictwa Fredericka A. Stokesa.